# Smash Court Tennis Pro Tournament 2
Smash Court Tennis Pro Tournament 2 est un jeu vidéo de sport (tennis) développé et édité par Namco, sorti en 2004 sur PlayStation 2.

## Système de jeu
Le jeu comprend, entre autres, les modes Exhibition, Tutorial, Défi et Arcade. Le mode le plus important est le mode Pro Tour, dans lequel le joueur peut simuler une carrière professionnelle de tennis en créant un joueur qui commence à la 250e place du classement et doit atteindre le sommet.
Le jeu a été un best-seller, obtenant ainsi un classement Platinum.

## Joueurs
Le jeu vidéo contient 16 joueurs de tennis réels :
ATP
- Andy Roddick - Coup-droit puissant
- Juan Carlos Ferrero - Coup-droit puissant
- Tim Henman - Service-volée
- Lleyton Hewitt - Fond de court
- James Blake - Cogneur
- Marat Safin - Cogneur
- Tommy Haas - Complet
- Richard Gasquet - Complet

WTA
- Justine Henin - Revers puissant
- Lindsay Davenport - Rapide
- Kim Clijsters - Fond de court
- Anna Kurnikova - Toutes surfaces
- Serena Williams - Puissant
- Amélie Mauresmo - Cogneur
- Jennifer Capriati - Fond de court
- Daniela Hantuchová - Complet

### Joueurs déblocables
Les joueurs peuvent également débloquer des personnages des séries Soulcalibur et Tekken.
- Cassandra Alexandra - Service-volée
- Ling Xiaoyu - Fond de court
- Heihachi Mishima - Puissant
- Raphael Sorel - Rapide